# Матицін Олег Васильович
 Олег Васильович Матицін  (нар. 19 травня 1964 року, Москва, РРФСР, СРСР) — російський політичний діяч. Міністр спорту Російської Федерації з 21 січня 2020 року.
Доктор педагогічних наук (2002), професор (1999), член—кореспондент Російської академії освіти, член Ради з розвитку фізичної культури і спорту при Президентові Російської Федерації.
Президент Міжнародної федерації студентського спорту (FISU), почесний президент російського спортивного студентського союзу. Ректор Російського державного університету фізичної культури, спорту, молоді та туризму (2001—2006).

## Життєпис
Народився 19 травня 1964 року в Москві.

### Спортивні досягнення
Професійно займався настільним тенісом, представляючи на змаганнях спортивне товариство «Буревісник».
Майстер спорту СРСР з настільного тенісу (1980), володар Кубка СРСР (1982), призер VII Спартакіади народів СРСР (1983), чемпіонату РРФСР (1984).
З середини 1980-х року тренував збірну команду ГЦОЛІФК з настільного тенісу. Команда стала двічі чемпіоном Всесоюзної Універсіади (1988, 1990) і чемпіоном світу серед студентів (1992).
У 1997 році ця робота була оцінена присвоєнням Олегу Матицину звання заслуженого тренера Російської Федерації.

### Освіта
У 1985 році закінчив Державний центральний ордена Леніна інститут фізичної культури.
У 1989 році там же закінчив аспірантуру, в 1990 році отримав ступінь кандидата педагогічних наук, захистивши дисертацію «підготовка висококваліфікованих спортсменів в настільному тенісі з урахуванням індивідуально-психологічних особливостей особистості та діяльності».
У вересні 1990 направлений Державним комітетом СРСР з народної освіти на науково-педагогічне стажування в Пекінський спортивний університет, в 1991 році отримав його диплом.
У 2002 році в Уральської державної академії фізичної культури (нині УралГУФК) захистив докторську дисертацію на тему «Система формування спеціальної підготовленості юних спортсменів на етапах багаторічної підготовки в індивідуальних ігрових видах спорту: на матеріалі настільного тенісу».
У 2006 році отримав другу вищу освіту за спеціальністю «державне і муніципальне управління» в Російської академії Державної служби при Президентові Російської Федерації.
Після завершення стажування в КНР в 1991 повернувся на роботу в ГЦОЛІФК-Ргуфксміт в якості викладача.
У 1996 році отримав звання доцента і призначений деканом факультету індивідуальної професійної освіти.
У 1996—1999 року був деканом факультету індивідуальної професійної освіти.
У 1999—2001 року обіймав посаду проректора з навчальної роботи.
У період з 2001 по 2006 рік був ректором вузу. Далі з 2006 року по 2015 рік був президентом університету.

### Робота в студентському спортивному русі
Паралельно з роботою в Ргуфксміт Матицин в 2005 році був обраний на посаду президента російського студентського спортивного союзу (РССС), який очолював до 2015 року.
В якості президента РССС брав активну участь в заявочних кампаніях Казані і Красноярськ а на право проведення Всесвітніх літніх Універсіад, входив до складу організаційних комітетів XXVII Всесвітньої літньої Універсіади 2013 року в Казані і XXIX Всесвітньої зимової Універсіади 2019 року в Красноярську. Олег Матицин був керівником російської делегації на Всесвітніх Універсіадах 2005, 2007, 2009, 2011, 2013 і 2015 року.
У 2005 був обраний до складу виконкому Європейської асоціації університетського спорту.
У 2007 став членом виконкому Міжнародної федерації університетського спорту (FISU).
У 2011 був обраний Першим віце-президентом FISU. На виборах виконкому FISU, що відбулися в листопаді 2015 в Лозанні, був обраний на посаду президента, набравши 102 голоси проти 23 голосів у чинного президента Клода-Луї Гальена.
В якості президента FISU ініціював розробку Глобальної стратегії FISU-2027, яка була затверджена на 35-й Генеральній асамблеї FISU в Тайбеї. Під керівництвом Матицина FISU провела дві літні і дві зимові Універсіади.
Були підписані контракти на проведення зимових Універсіад в Люцерне (зимова Універсіада 2021) і Лейк-Плесіде (зимова Універсіада 2023) і літніх Універсіад в Ченду (Літня Універсіада 2021) і Єкатеринбурге (Літня Універсіада 2023). FISU також підписала меморандуми про взаєморозуміння з Міжнародним олімпійським комітетом та Асоціацією національних олімпійських комітетів, увійшла до складу Асоціації міжнародних спортивних федерацій, визнаних МОК.
У 2018 році Матицин увійшов до складу комісії МОК з олімпійської освіти.
У 2019 року на Генеральній Асамблеї FISU в Турине був переобраний на другий термін президентства FISU.

### Міністр спорту Росії
21 січня 2020 року призначений на посаду міністра спорту Російської Федерації.

## Санкції
Через вторгнення Росії в Україну, 24 лютого 2023 року Олега Матиціна занесено до списку санкцій США.
З 9 червня 2022 року доданий до санкційного списку України.
24 лютого 2022 року доданий до санкційного списку Нової Зеландії.